# Not Fakin' It
Not Fakin’ It es el segundo álbum de estudio del músico finlandés Michael Monroe, exvocalista de Hanoi Rocks. Fue publicado en septiembre de 1989 por la discográfica Mercury (subsidiaria de PolyGram), con producción del guitarrista y productor Steven Van Zandt. El álbum combina elementos de glam rock, punk y glam metal se convirtió en el más exitoso de la carrera en solitario de Monroe, llegando al puesto 14 en las listas finlandesas y al 161 en el Billboard 200 estadounidense.
Destacan sencillos como «Dead, Jail or Rock ‘N’ Roll», cuyo vídeo fue grabado con la participación del cantante Axl Rose de Guns N’ Roses. La crítica especializada valoró positivamente el disco, Ultimate Classic Rock lo situó en el puesto 26 de su lista de los 30 mejores álbumes de glam metal.

## Lista de canciones
Todas las canciones compuestas por Michael Monroe, excepto donde se indique.
1. «Dead, Jail or Rock ‘N’ Roll» – 4:31 (Monroe, Steven Van Zandt, Nasty Suicide)
2. «While You Were Looking at Me» – 4:03 (Van Zandt)
3. «She’s No Angel» – 3:52 (Gary Holton, Monroe, Stiv Bators)
4. «All Night with the Lights On» – 3:52 (Monroe, Phil Grande, Danny Lewis)
5. «Not Fakin’ It» – 3:52 (Dan McCafferty, Manny Charlton, Pete Agnew, Darrell Sweet)
6. «Shakedown» – 3:13 (Monroe, Grande)
7. «Man with No Eyes» – 3:58 (Monroe, Grande)
8. «Love Is Thicker than Blood» – 4:14 (Monroe, Martin Briley)
9. «Smoke Screen» – 4:05 (Monroe, Van Zandt, Nasty Suicide)
10. «Thrill Me» – 3:27 (Monroe, Grande)

## Personal
- Michael Monroe – voz principal, armónica, shaker; arreglos (pistas 1, 3–10); productor (1–3, 9)
- Axl Rose – coros (pistas 1, 5)
- Phil Grande – guitarras; arreglos (4, 6, 7, 10)
- Nasty Suicide – guitarra (pistas 1–3)
- Jimmy Rip – guitarra (pistas 1–3, 9), slide (1)
- Ed Roynesdal – teclados, piano (5, 6)
- Ian Hunter – piano (3)
- Anton Fig – batería (1–3, 9)
- Thommy Price – batería (4–8, 10)
- Sue Hadjopoulos – percusión (1, 4, 6–10), pandereta (2)
- John Regan – bajo (1–3)
- Kenny Aaronson – bajo (4–10)
- Mark Rivera – saxofón
- Steven Van Zandt – coros (1–3, 5); arreglos (2, 5, 6, 9)
- Dave Hansen, Stephen Innocenzi, Suha Gur, Brian Sperber – coros (1)
- Holly Beth Vincent – coros (2)
- Kim Lesley, Nicole Hart, Gennaro – coros (4, 6, 9, 10)
- The Monroettes – coros (7, 8)
- Brian James – arreglos (3)
- Martin Briley – arreglos (8)
- Michael Frondelli – ingeniero de sonido, mezcla y productor
- Will Garrett – ingeniero de grabación
- Rod O’Brien – ingeniero (1–3, 9)
- Ellen Fitton, Billy Miranda – asistentes de ingeniero
- George Marino – masterización
- Frankie “Teardrop” Miles – asistente de producción
- John Scarpati – fotografía de portada